# Isabella Alfonsa di Borbone-Due Sicilie
Principessa Isabella Alfonsa Maria Teresa Antonia Cristina Mercedes Carolina Adelaide Raffaella di Borbone-Due Sicilie, Infanta di Spagna (in spagnolo: Isabel Alfonsa María Teresa Antonia Cristina Mercedes Carolina Adelaida Rafaela, Princesa de Borbón-Dos Sicilias, Infanta de España; Madrid, 10 ottobre 1904 – Madrid, 18 luglio 1985), è stata un membro del Casato dei Borbone ed una Principessa di Borbone delle Due Sicilie per nascita. In seguito al matrimonio con il Conte Jan Kanty Zamoyski, Isabella Alfonsa divenne membro della nobile famiglia dei Zamoyski ed una Contessa Zamoyska.

## Famiglia
Isabella Alfonsa nacque al Palazzo Reale di Madrid, durante il regno di Alfonso XIII, suo zio; era la terzogenita del Principe Carlo Tancredi di Borbone-Due Sicilie e della sua prima moglie Mercedes, Principessa delle Asturie. Sua madre fu erede presunta al trono spagnolo dall'11 settembre 1880 al 17 ottobre 1904. I nonni materni di Isabella Alfonsa erano Alfonso XII di Spagna e Maria Cristina d'Austria. Attraverso suo padre Isabella Alfonsa era bis nipote di Ferdinando II delle Due Sicilie.
Da quando suo padre rifiutò i titoli italiani per sposare la Principessa delle Asturie, i suoi figli (sia Isabella Alfonsa come i suoi fratelli) non sono mai stati ufficialmente chiamati "Principessa delle Due Sicilie", siccome era scomparso dopo l'unità d'Italia nel 1861.
Sua madre morì dopo che la dette alla luce, a causa delle complicazioni del parto. Un anno dopo, suo fratello Fernando morì prematuramente a San Sebastián. Nel 1907 suo padre, l'Infante Carlos Tancredo, sposò la principessa Luisa d'Orléans, figlia del Conte di Parigi. La coppia ha avuto un figlio e tre figlie, tra cui Maria de las Mercedes, la madre dell'attuale re di Spagna.

## Matrimonio e figli
Isabella Alfonsa sposò il Conte Jan Kanty Zamoyski, settimogenito e terzo figlio maschio del Conte Andrzej Zamoyski e di sua moglie la Principessa Maria Carolina di Borbone-Due Sicilie, il 9 marzo 1929 a Madrid. Il matrimonio fu l'ultimo che venne celebrato in Spagna prima della proclamazione della Repubblica. Alle nozze parteciparono molti parenti della coppia.
Isabella Alfonsa ed Jan ebbero quattro figli:

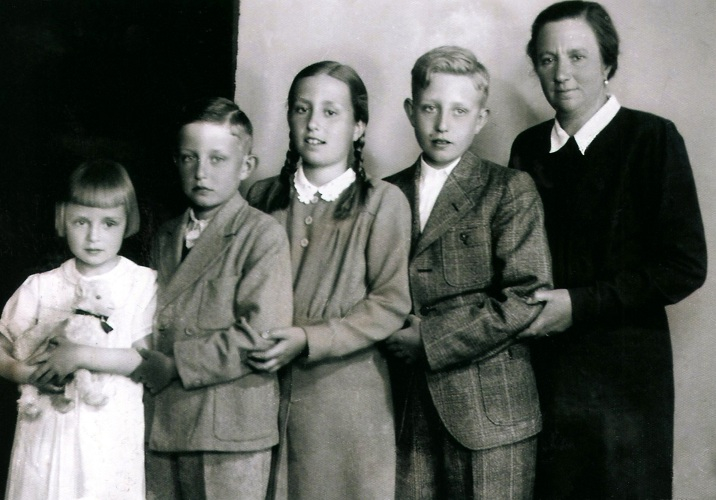

- Karol Alfons Maria Józef, Conte Zamoyski (28 ottobre 1930–26 ottobre 1979)[1]

- Maria Krystyna, Contessa Zamoyska (2 settembre 1932–6 dicembre 1959)[1]

- Jozef Michal Maria Leon, Conte Zamoyski (27 giugno 1935-22/23 maggio 2010)[1]

- Maria Teresa, Contessa Zamoyska (18 aprile 1938)[1]

Isabella Alfonsa e suo marito vissero inizialmente in Cecoslovacchia, ma nel 1945 si stabilirono nella città di Siviglia in Valencina de la Concepción, dove si dedicarono alle aziende agricole. Rimasta vedova nel 1961, si ritirò nella residenza religiosa Claune nel quartiere madrileño di Pozuelo de Alarcón.

## Morte
Morì per una complicazione cardiaca in ospedale Air, a Madrid, nel 1985 durante il regno di suo nipote, Juan Carlos I, e fu sepolta nella Cripta Reale del Monastero di El Escorial.

## Titoli, trattamento, onorificenze e stemma

### Titoli e trattamento
- 10 ottobre 1904 – 9 marzo 1929: Sua Altezza Reale Principessa Isabella Alfonsa di Borbone-Due Sicilie, Infanta di Spagna
- 9 marzo 1929 - 18 luglio 1985: Sua Altezza Reale Contessa Isabella Alfonsa Zamoyska, Principessa di Borbone-Due Sicilie, Infanta di Spagna

## Ascendenza
|                                         |                                      |                                       | Genitori                                   |  |  | Nonni |  |  | Bisnonni                        |  |  | Trisnonni                     |  |
|                                         |                                      |                                       |                                            |  |  |       |  |  | Ferdinando II delle Due Sicilie |  |  | Francesco I delle Due Sicilie |  |
|                                         |                                      |                                       |                                            |  |  |       |  |  | Ferdinando II delle Due Sicilie |  |  | Francesco I delle Due Sicilie |  |
|                                         |                                      | Maria Teresa d'Asburgo-Teschen        |                                            |  |  |       |  |  | Ferdinando II delle Due Sicilie |  |  |                               |  |
| Alfonso di Borbone-Due Sicilie          |                                      |                                       |                                            |  |  |       |  |  | Ferdinando II delle Due Sicilie |  |  |                               |  |
|                                         |                                      | Maria Teresa d'Asburgo-Teschen        | Carlo d'Asburgo-Teschen                    |  |  |       |  |  |                                 |  |  |                               |  |
|                                         |                                      | Maria Teresa d'Asburgo-Teschen        | Carlo d'Asburgo-Teschen                    |  |  |       |  |  |                                 |  |  |                               |  |
|                                         |                                      | Maria Teresa d'Asburgo-Teschen        | Enrichetta di Nassau-Weilburg              |  |  |       |  |  |                                 |  |  |                               |  |
| Carlo Tancredi di Borbone-Due Sicilie   |                                      | Maria Teresa d'Asburgo-Teschen        |                                            |  |  |       |  |  |                                 |  |  |                               |  |
|                                         |                                      | Francesco di Borbone-Due Sicilie      | Francesco I delle Due Sicilie              |  |  |       |  |  |                                 |  |  |                               |  |
|                                         |                                      | Francesco di Borbone-Due Sicilie      | Francesco I delle Due Sicilie              |  |  |       |  |  |                                 |  |  |                               |  |
|                                         |                                      | Francesco di Borbone-Due Sicilie      | Maria Teresa d'Asburgo-Teschen             |  |  |       |  |  |                                 |  |  |                               |  |
| Maria Antonietta di Borbone-Due Sicilie |                                      | Francesco di Borbone-Due Sicilie      |                                            |  |  |       |  |  |                                 |  |  |                               |  |
|                                         |                                      | Maria Isabella d'Asburgo-Lorena       | Leopoldo II di Toscana                     |  |  |       |  |  |                                 |  |  |                               |  |
|                                         |                                      | Maria Isabella d'Asburgo-Lorena       | Leopoldo II di Toscana                     |  |  |       |  |  |                                 |  |  |                               |  |
|                                         |                                      | Maria Isabella d'Asburgo-Lorena       | Maria Antonia di Borbone-Due Sicilie       |  |  |       |  |  |                                 |  |  |                               |  |
| Isabella Alfonsa di Borbone-Due Sicilie |                                      | Maria Isabella d'Asburgo-Lorena       |                                            |  |  |       |  |  |                                 |  |  |                               |  |
|                                         | Francesco d'Assisi di Borbone-Spagna | Francesco di Paola di Borbone-Spagna  |                                            |  |  |       |  |  |                                 |  |  |                               |  |
|                                         | Francesco d'Assisi di Borbone-Spagna | Francesco di Paola di Borbone-Spagna  |                                            |  |  |       |  |  |                                 |  |  |                               |  |
|                                         | Francesco d'Assisi di Borbone-Spagna | Luisa Carlotta di Borbone-Due Sicilie |                                            |  |  |       |  |  |                                 |  |  |                               |  |
| Alfonso XII di Spagna                   | Francesco d'Assisi di Borbone-Spagna |                                       |                                            |  |  |       |  |  |                                 |  |  |                               |  |
|                                         |                                      | Isabella II di Spagna                 | Ferdinando VII di Spagna                   |  |  |       |  |  |                                 |  |  |                               |  |
|                                         |                                      | Isabella II di Spagna                 | Ferdinando VII di Spagna                   |  |  |       |  |  |                                 |  |  |                               |  |
|                                         |                                      | Isabella II di Spagna                 | Maria Cristina di Borbone-Due Sicilie      |  |  |       |  |  |                                 |  |  |                               |  |
| Maria de las Mercedes di Borbone-Spagna |                                      | Isabella II di Spagna                 |                                            |  |  |       |  |  |                                 |  |  |                               |  |
|                                         |                                      | Carlo Ferdinando d'Austria-Teschen    | Carlo d'Austria-Teschen                    |  |  |       |  |  |                                 |  |  |                               |  |
|                                         |                                      | Carlo Ferdinando d'Austria-Teschen    | Carlo d'Austria-Teschen                    |  |  |       |  |  |                                 |  |  |                               |  |
|                                         |                                      | Carlo Ferdinando d'Austria-Teschen    | Enrichetta di Nassau-Weilburg              |  |  |       |  |  |                                 |  |  |                               |  |
| Maria Cristina d'Asburgo-Teschen        |                                      | Carlo Ferdinando d'Austria-Teschen    |                                            |  |  |       |  |  |                                 |  |  |                               |  |
|                                         |                                      | Elisabetta Francesca d'Asburgo-Lorena | Giuseppe Antonio Giovanni d'Asburgo-Lorena |  |  |       |  |  |                                 |  |  |                               |  |
|                                         |                                      | Elisabetta Francesca d'Asburgo-Lorena | Giuseppe Antonio Giovanni d'Asburgo-Lorena |  |  |       |  |  |                                 |  |  |                               |  |
|                                         |                                      | Elisabetta Francesca d'Asburgo-Lorena | Maria Dorotea di Württemberg               |  |  |       |  |  |                                 |  |  |                               |  |
|                                         |                                      | Elisabetta Francesca d'Asburgo-Lorena |                                            |  |  |       |  |  |                                 |  |  |                               |  |